# アイーダ・デ・アコスタ

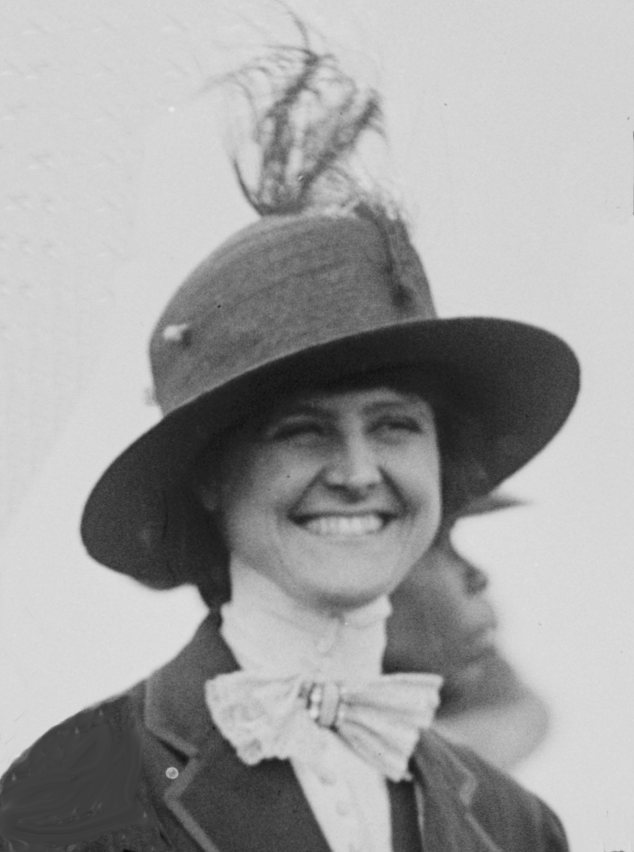
アイーダ・デ・アコスタ

アイーダ・デ・アコスタ（Aida de Acosta Root Breckinridge、1884年7月28日 – 1962年5月26日）はアメリカ合衆国の社交界の女性で、アルベルト・サントス・デュモンの女友達で、1903年、女性として最初に飛行船で単独飛行した。
ニュージャージー州のエルベロンに生まれた。父親はキューバ生まれの汽船会社の重役で、母親はスペインの貴族アルバ家の出身である。7人兄弟で、姉妹の中に有名な作家、メルセデス・デ・アコスタと社交界でその美貌で知られたリタ・デ・アコスタがいる。
1903年6月27日、19歳の時パリで、ブラジルの飛行のパイオニアのアルベルト・サントス・デュモンと付き合い、彼の飛行船“No. 9”の操縦を教わった。当時サントス・デュモンは、自分の飛行船で、お気に入りのレストランを訪れ、気球船を店の前に止めて食事をしていた。単独飛行を行うアイーダ・デ・アコスタにサントス・デュモンは自転車で付き添い、手振りや大声で指示を与えた。
後にアイーダ・デ・アコスタの回想によれば、サントス・デュモンに感想を聞かれ「素敵でしたよ、サントス・デュモンさん」（"It is very nice, M. Santos-Dumont," ）と答えるとサントス・デュモンは「お嬢さん、あなたが世界最初の女性飛行士ですよ」（"Miss, you are the first woman aero-driver in the world!"）と叫んだという。エンジンのついた航空機の最初のパイロットであって、これはライト兄弟の動力機による飛行の6ヶ月前の出来事であった。
飛行はブローニュの森のアメリカとイギリスの試合の行われていた、ポロの競技場まで行われ、観客の手伝いで飛行船から降りると、ポロの試合をしばらく観戦し、サントス・デュモンと飛行船に乗りヌイイに戻った。飛行は全部で1時間半ほどであった。
両親はこの飛行について驚き、このようなことをする女性と結婚する男がいないことをおそれて、口止めしたのでこの出来事が明らかになったのは1930年代になって、自ら夫と海軍士官のジョージ・カルナンに夕食の時の話題にするまで知られなかった。サントス・デュモンの伝記作家たちは、サントス・デュモンが飛行機に乗せた唯一の人物であり、サントス・デュモンが生涯独身で、彼女の写真を部屋に飾っていたので2人のロマンスを疑うものもいるが、この飛行の話以外に関係を思わせる記録はない。
晩年、緑内障で片目の視力を失った後、彼女は眼科治療を後援し、アメリカ最初のアイバンクを創設し、所長を務めた。